# Dice (canción)
«Dice» (español: Dados) es una canción realizada por el músico escocés Finley Quaye incluida en su álbum Much More Than Much Love lanzado en 2003. Cuenta con la producción de William Orbit. Contiene el sample de «Roll the Dice» interpretada por Beth Orton, una canción que originalmente apareció en su álbum debut Superpinkymandy editado en 1993, producido por su entonces novio William Orbit.

## Apariciones
La canción fue utilizada en la serie de televisión estadounidense The O. C., en el episodio 14 de la primera temporada, titulado "The Countdown". La canción fue un éxito menor, ayudado en parte por su inclusión en la banda sonora de dicha serie Music from the OC: Mix 1. La serie de televisión Chuck utiliza la misma canción en el episodio 6 de la primera temporada ("Chuck vs. the Sandworm.") paralelamente al episodio de The O. C.. La canción también aparece en el episodio 14 de la temporada 3 ("Since you've been gone") en la serie televisiva Everwood. También fue incluida en el compilado realizado por el sello Ministry of Sound, Chilled 1991 - 2008.

## Lista de canciones
| Reino Unido – CD, Maxi-Single, Enhanced |                                            |          |  |
| N.º                                     | Título                                     | Duración |  |
| 1.                                      | «Dice» (Radio Edit)                        | 3:49     |  |
| 2.                                      | «Dice» (Layo & Bushwacka! Missing You Mix) | 8:20     |  |
| 3.                                      | «Dice» (Ilya Remix Edit)                   | 6:08     |  |
| 4.                                      | «Dice» (Finley's Version)                  | 4:33     |  |

| Reino Unido – CD, Maxi-Single (Remixes) |                                           |          |  |
| N.º                                     | Título                                    | Duración |  |
| 1.                                      | «Dice» (Ilya Remix)                       | 6:47     |  |
| 2.                                      | «Dice» (Layo & Bushwacka Missing You Mix) | 8:27     |  |
| 3.                                      | «Dice» (Layo & Bushwacka Deep House Mix)  | 7:07     |  |

## Posicionamiento en listas
| Listas (2004)                            | Mejor posición |
| ---------------------------------------- | -------------- |
| Estados Unidos (Hot Dance Singles Sales) | 18             |